# Емібет Мак-Налті
Емібет Мак-Налті (англ. Amybeth McNulty, нар. 7 листопада 2001) — ірландсько-канадська акторка. Відома головною роллю Енн Ширлі в драматичному серіалі «Енн» від CBC та Netflix (2017—2019), заснованого на романі Люсі Мод Монтгомері «Енн із Зелених Дахів» 1908 року.

## Біографія
Народилася 7 листопада 2001 року в Леттеркенні, графство Донегол, Ірландія, де і виросла. Її батько — ірландець, а мати — канадка.
Кар'єру Мак-Налті розпочала з балету та аматорських вистав у театрі Гріанана та мюзиклів письменника і композитора Пола Бойда. 2014 року Мак-Налті знялася в серіалі від RTÉ One Clean Break у ролі допитливої дитини Дженні Рейн. 2015 року зіграла роль головної героїні у дитячі роки в серіалі «Агата Рейзін: Справа про отруєний пиріг» та головну роль у серіалі The Sparticle Mystery від CBBC. Дебютувала в кіно у науково-фантастичному трилері «Морган», де зіграла головну героїню у 10-річному віці. Фільм отримав неоднозначні відгуки.
З 2017 до 2019 року грала роль Енн Ширлі в драматичному серіалі від CBC та Netflix «Енн» — екранізації роману Люсі Мод Монтгомері 1908 року «Енн із Зелених Дахів». Мак-Налті відібрали серед 1800 дівчат «за її здатність вести неймовірно насичений, динамічний та красивий діалог». Її прослуховування включало розмову з деревами, спілкування з квітами та побудову тронів із гілочок. Мак-Налті отримала визнання критиків за цю роль: Гвен Інат із AV Club похвалила її «абсолютне володіння» Енн та її здатність змусити «співати мовою фантазії», а Ніл Генцлінгер із «Нью-Йорк Таймс» написав, що гра Мак-Налті була «чудово бурхливою та надзвичайно симпатичною». Ця роль принесла їй Канадську екранну нагороду за найкращу актрису в головній драматичній ролі та премію ACTRA за найкращу жіночу гру.
Мак-Налті зіграла головну роль у фільмі Maternal, режисерському дебюті актриси Меган Фоллоуз, який вийшов у Канаді 9 травня 2020 року. Вона також знялася у фільмі «Чорна медицина» (2020), у якому зображала ірландського підлітка із алко- та наркотичною залежністю. У грудні 2020 року Мак-Налті знялася у фільмі Майкла МакГоуна «Усі мої жалюгідні печалі» — екранізації роману канадської авторки Міріам Тоус.

## Особисте життя
Мак-Налті мешкає за межами Леттеркенні, Ірландія. У червні 2020 року вона заявила, що є бісексуалкою. Мак-Налті — вегетаріанка.

## Фільмографія

### Фільми
| Рік  | Назва                    | Роль              | Примітки |
| ---- | ------------------------ | ----------------- | --- |
| 2014 | A Risky Undertaking      | Аріадна Плезант   | |
| 2016 | Морган                   | Морган (10 років) | |
| 2020 | Maternal                 | Чарлі Маклауд     | Мак-Налті знімається з Меган Фоллоуз, яка зіграла роль Енн Ширлі в екранізації «Енн із Зелених Дахів» 1985 року. |
| 2020 | Чорна медицина           | Айне              | |
| TBA  | Усі мої жалюгідні печалі |                   | |

### Телебачення
| Рік       | Назва              | Роль         | Примітки                            |
| --------- | ------------------ | ------------ | ----------------------------------- |
| 2014      | Агата Ізюм         | Молода Агата | 1 серія                             |
| 2015      | Чиста перерва      | Дженні Рейн  | 4 серії                             |
| 2015      | Таємниця Спартикул | Спутник      | Епізоди «Дівчата-рибалки» та «Рейд» |
| 2017—2019 | Енн                | Енн Ширлі    | Головна роль; 27 серій              |
| 2022      | Дивні дива         | Віккі        | Періодична роль, 3 серії            |

## Нагороди та номінації
| Рік  | Премія                     | Категорія                                        | Назва | Результат | Посилання |
| ---- | -------------------------- | ------------------------------------------------ | ----- | --------- | --------- |
| 2019 | Канадські екранні нагороди | Найкраща головна жіноча роль, драматичний серіал | «Енн» | Перемога  | [ 27 ]    |
| 2019 | Нагороди ACTRA Торонто     | Видатна гра — жінки                              | «Енн» | Перемога  | [ 18 ]    |
| 2020 | Канадські екранні нагороди | Найкраща головна жіноча роль, драматичний серіал | «Енн» | Номінація |           |